# Эрдтман, Гуннар
Гуннар Эрдтман (швед. Gunnar Erdtman; 28 ноября 1897, Hjorted Parish, Кальмар — 18 февраля 1973) — шведский учёный-ботаник, палеонтолог и палинолог.

## Биография
Родился 18 ноября 1897 года на юго-востоке Швеции.
Систематически изучал морфологию пыльцы и разработал метод ацетолиз для её исследования.
В 1921 году он опубликовал диссертацию «Pollenanalytische Унтерсучунген von Torfmooren und marinen Sedimenten in Südwest-Schweden» на немецком языке, благодаря которой стал известным за пределами Скандинавии.
Учебник Ердтмана «An introduction to pollen analysis» способствовала развитию палинологии.
В 1948 году он создал палинологическую лабораторию в Шведском музее естествознания в Стокгольме. Он возглавлял лабораторию до 1971 года, с 1954 года в звании профессора.
В 1954 году основал журнал по полинологии — Grana Palynologica.
Скончался 18 февраля 1973 года [где?].

## Память
В честь него в 1968 году Палинологическое общество Индии основало международную награду за вклад в палинологию — «Международная медаль имени профессора Гуннара Эрдтмана за палинологию» (англ. Professor Gunnar Erdtman International medal for Palynology).

## Научные труды
Основные публикации:
- «Pollenanalytische Унтерсучунген von Torfmooren und marinen Sedimenten in Südwest-Schweden» (1921)
- «An introduction to pollen analysis» (1943)
- «Pollen morphology and plant taxonomy : an introduction to palynology. 1, Angiosperms / with 261 illustr. (or groups of illustr.) based on the author’s originals by Anna-Lisa Nilsson» (1952)
- «Pollen morphology and plant taxonomy : an introduction to palynology. 2, Gymnospermae, Pteridophyta, Bryophyta» (1957)
- «Introduktion till palynologin» (1963)
- Handbook of palynology : morphology, taxonomy, ecology : an introduction to the study of pollen grains and spores" (1969)
- «Pollen morphology and plant taxonomy : an introduction to palynology», 4 volymer (1952—1971)